# Martin McCarrick
Martin McCarrick est un musicien anglais, né en 1962 principalement connu pour avoir été un membre du groupe Siouxsie and the Banshees, de mai 1987 à mai 1996. Il joue du clavier, du violoncelle et de l'accordéon.

## Biographie
Après avoir été diplômé d'un conservatoire au sud de l'Angleterre, il rejoint Londres au début des années 1980 et travaille rapidement pour le chanteur Marc Almond.
En 1987, après avoir conçu des arrangements de cordes pour Siouxsie and the Banshees, il intègre le groupe et la formation devient un quintet. McCarrick enregistre trois albums studio avec eux, Peepshow en 1988, Superstition en 1991 et The Rapture. Il quitte le groupe début 1996.
Martin McCarrick devient ensuite membre du groupe Therapy? . Il collabore aussi régulièrement avec d'autres artistes, travaillant sur le projet This Mortal Coil et tourne avec Kristin Hersh.
Dans les années 2000, il forme The McCarricks avec son épouse et donne des concerts en tant que violoncelliste.